# Argulus americanus
Argulus americanus is een visluizensoort uit de familie van de Argulidae. De wetenschappelijke naam van de soort is voor het eerst geldig gepubliceerd in 1902 door Wilson C.B..